# Omar Jawo
Omar Jawo est un footballeur gambien, né le 8 novembre 1981 à Banjul. Il évolue au poste de défenseur central.

## Biographie
Le 9 février 2012, son club, le Syrianska FC, annonce que le joueur a prolongé son contrat de deux saisons supplémentaires.

## Palmarès
Vierge